# Bernard d'Harcourt (diplomat)

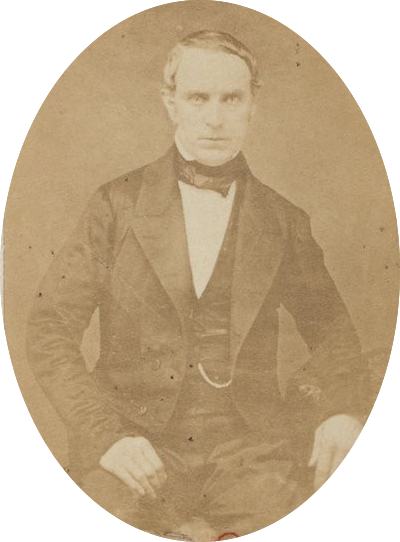

Bernard Hippolyte Marie d'Harcourt, född den 23 maj 1821 i Paris, död där den 4 januari 1912, var en fransk greve och diplomat. Han var son till Eugène d'Harcourt.
d'Harcourt blev 1851 sändebud vid hoven i Karlsruhe och Stuttgart. Efter kejsardömets störtande 1871 erhöll han det svåra uppdraget att representera Frankrike vid påvestolen. År 1872 blev han franskt sändebud i London, 1873 i Bern och 1875 ånyo i London. I februari 1879 
drog han sig tillbaka till privatlivet. Han utgav 1882 Diplomatie et diplomates, Les quatre ministères de Drouyn de Lhuys.